# Burg Rodenpois
Burg Rodenpois (lettisch Ropažu viduslaiku pils) ist die Ruine einer Ordensburg des Livländischen Ordens in Ropaži in Lettland nahe Riga am rechten Ufer der Großen Jägel (Lielā Jugla) an der alten Straße von Salaspils (Kirchholm) nach Sigulda (Segewold).

## Burgbeschreibung
Die Burg wurde auf einem alten Burghügel erbaut, dessen Süd- und Westseite aus dem 6 bis 10 Meter hohen Ufer der Großen Jägel bestand. Bis zu 1,5 Meter dicke Mauerwerkswände wurden aus Granitblöcken gebaut. Sie bildeten ein unregelmäßiges Sechseck mit einem Gehäusekörper am Flussufer. Erhalten sind nur zwei Mauerwerksfragmente, von denen das größte 13 m lang und 5 m hoch ist. Archäologische Ausgrabungen wiesen 2011 bisher unbekannte Wehrmauern der Burg nach.

## Geschichte
Der Ortsname wird in Heinrichs Livländischer Chronik erwähnt, als 1205 in der Schlacht von Rodenpois (bellum cum letonibus im Rodopoyse) Ordenstruppen unter Konrad von Meyendorp zusammen mit semgallischen Kämpfern ein mit reicher Beute aus Estland heimkehrendes litauisches Heer besiegten.
Nach der Teilung Livlands durch den päpstlichen Legaten Wilhelm von Modena wurde Rodenpois 1237 der Kontrolle des Livländischen Ordens übergeben.
Um den Zugang nach Riga zwischen dem Jägelsee und Burg Kirchholm (heute Salaspils) zu blockieren, sowie die Handelsstraße entlang der livländischen Aa von Osten her zu sichern, errichtete der Orden zwischen 1320 und 1322 an der Stelle eines ehemaligen livischen Burghügels die Befestigungsanlage. Burg Rodenpois war zusammen mit Burg Lemburg (heute  Mālpils) – Burg Nitau (heute Nītaure) – Burg Jürgensburg (auch Burg Neuburg genannt, heute Zaube) und Burg Schujen (heute Skujene) Teil einer Burgenkette entlang eines schmalen, von Ländereien des Bischoffs umgebenen, Landkorridors in Ordensbesitz.
Bei der Auflösung des Ordensstaates kam Rodenpois zusammen mit Nitau, Neuermühlen, Allasch und Indasch in den Besitz von Freiherr Heinrich von Dohna. Später wurde die Burg dem Bistum Wenden zugeteilt und kam danach wieder in Privatbesitz.
Im Ersten Nordischen Krieg um 1559 bis 1560 brannte die russische Armee Schloss Rodenpois nieder. Die Burg muss aber bald wieder in Stand gesetzt worden sein, da sie 1601 den Schweden übergeben wurde, also in gutem Stande war. Axel Oxenstierna vermachte die Burg 1650 seinem Sohn Erich.

## Stiche von Johann Christoph Brotze (1742–1823)

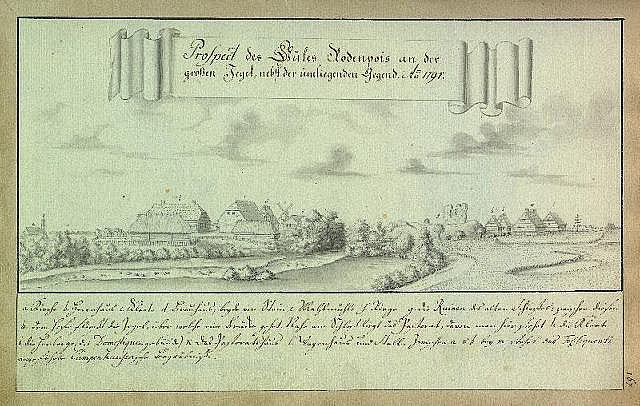
Blick auf die Burgruine und das Gutshaus (1791).
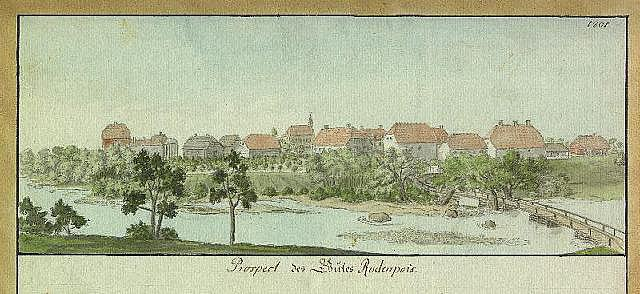
Blick vom Burghügel über die Große Jägel auf den Gutshof (1801).
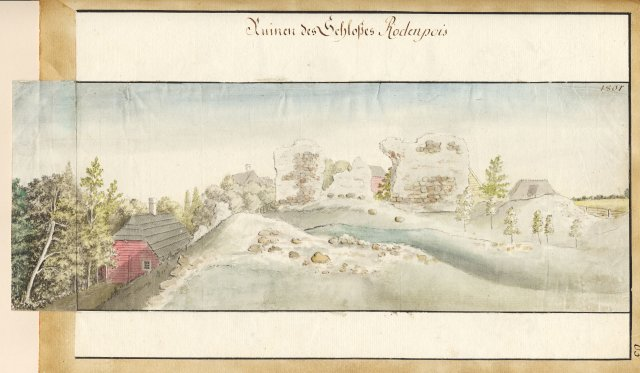
Blick auf die Burgruine über die Große Jägel (1801).
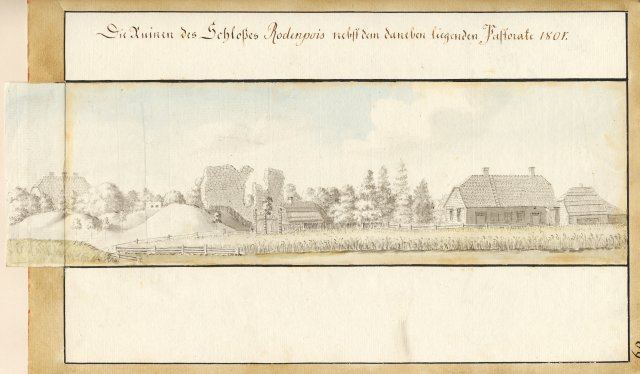
Blick auf die Burgruine und Weide daneben (1801).

## Nachweise
1. ↑  Iespējams, atrakta daļa Ropažu pils aizsargmūra. Archiviert vom Original am 8. Juli 2014; abgerufen am 5. August 2019.  Info: Der Archivlink wurde automatisch eingesetzt und noch nicht geprüft. Bitte prüfe Original- und Archivlink gemäß Anleitung und entferne dann diesen Hinweis.
2. ↑   Leonid Arbusow: Grundriss der Geschichte Liv-, Est- und Kurlands. Jonck und Poliewsky, 1918, S. 21.
3. 1 2  Karl Woldemar von Löwis of Menar: Burgenlexikon für Alt-Livland. Walters und Rapa, Riga 1922, S. 103 (Digitalisat).
4. ↑   Armin Tuulse: Die Burgen in Estland und Lettland (= Verhandlungen der Estnischen gelehrten Gesellschaft. Band 33). Õpetatud Eesti Seltsi Toimetused, S. 242.